# مساعد الرندی
مساعد الرندی (انگلیسی: Musa'ed Al-Randi) بازیکن هندبال اهل کویت بود.